# Mourad Lemsen
Mourad Lemsen(sinh ngày 1 tháng 2 năm 1980), là một cầu thủ bóng đá người Maroc. Anh thường thi đấu ở vị trí defender.

## Sự nghiệp
Lemsen chơi bóng cho Wydad Casablanca. Anh giúp câu lạc bộ vào đến Chung kết CAF Champions League 2011, nhưng bị đuổi khỏi sân ở lượt về và Espérance Sportive de Tunis giành chức vô địch.